# The Barrytown Trilogy
Unter dem Titel The Barrytown Trilogy werden die ersten drei Romane des irischen Schriftstellers Roddy Doyle zusammengefasst, die 1987, 1990 und 1991 veröffentlicht wurden. Es sind im Einzelnen Die Commitments, The Snapper und der Roman The Van. Mehrere britische Verlage verlegten in den 1990er Jahren die drei Romane als Sammelband unter dem Titel The Barrytown Trilogy.
Alle drei Romane spielen in dem fiktiven Dubliner Vorort Barrytown und beleuchten das Leben verschiedener Mitglieder der Familie Rabbitte zwischen 1987 und 1990.